# 統一教会関連の企業と団体
統一教会関連の企業と団体（とういつきょうかいかんれんのきぎょうとだんたい）では、旧世界基督教統一神霊協会（統一教会、現・世界平和統一家庭連合）と役員・幹部など一定の関連を有するとされる企業と団体について述べる。旧統一教会そのものの支部施設は含めない。
なお、台湾にある統一企業集団との関連性は一切ない。

## 概略
旧統一教会には教祖である文鮮明の意向や計画を達成するための「摂理機関」と呼ばれる多数の関連企業、関連団体が存在する。多くが文鮮明や教会員により設立されたものであるが、オーナーが教会員になったケースや、買収によって傘下に入るケースもある。
一連の組織・企業群はかつては「統一グループ」と呼ばれ、非常に多数、かつ分野が多岐に渡る。1978年の「コリアゲート」事件に絡んで、旧統一教会のアメリカ議会工作を調査していたアメリカ下院国際関係委員会国際機構小委員会、通称フレイザー委員会は報告書の中で「文鮮明が関係している多数の教会、企業、委員会、財団その他の集団は文の中央集権的な指導と統制下にある実質上単一の世界的機関の一部分である」と規定し、「文機関」は韓国政府と親密な関係にあり、政治的影響力強化のためアメリカや日本の要人に対し積極的な工作を行っているとした。
2020年4月1日韓鶴子 総裁が世界の幹部らとの電話会議で世界平和統一家庭連合を『天の父母様教団（英語表記：Heavenly Parents Church）』に名称変更することを告知、4日世界本部が各国の支部に文書で通知した。日本では徳野英治会長が関係者に向けた動画で発表した。ところが、5月8日に至って韓鶴子 総裁は名称変更を取りやめ、あらたに『天の父母様聖会（英語表記：Heavenly Parent Holy Community）』なる新組織を作り、世界平和統一家庭連合を含むすべての摂理機関がその傘下に入ることとする発表をした。これにより、例えば世界平和統一家庭連合は彼らの組織としては正確には『天の父母様聖会 世界平和統一家庭連合』と呼称する形としている。
ここでは、旧統一教会と一定の関係を有し、役員・幹部に教団の信者や職員らを含む企業、団体を取り上げる。なお、一部の団体には表向きには統一教会とのかかわりを隠して偽装サークルとして活動しているケースもある

## 関連団体一覧
以下は統一教会が設立した関連企業・団体の一部である。これら以外にも関連する団体があるばかりでなく、今後も設立される可能性があるので注意が必要。 

### 産業

#### 流通・金融
- ハッピーワールド[6][5]（化粧品卸売業。旧「世界のしあわせ」、「幸世商事」[7]。壺・多宝塔・高麗人参などの卸元の輸入業者）
- 統一産業 (日本) (旧・幸世物産、国際勝共連合の関連企業)[8]
- クレディト銀行[注釈 1]

#### マスメディア
- 世界日報（日本）[注釈 2][9][10]月刊ビューポイント、サンデー世界日報 (週刊紙)を発行[10]。
- 世界日報（セゲイルボ、韓国）[注釈 2][10]

- 株式会社光言社[9][10][11] <HP> 世界家庭や中和新聞を発行。愛美書店も経営[10]。
- 天苑社 [12][9]　<HP>
- ニューズ・ワールド・コミュニケーションズ（世界的なメディア・コングロマリットのニューズ・コーポレーションとは無関係）
- ワシントン・タイムズ（米国の日刊紙・ワシントン・ポストやニューヨーク・タイムズ、ロサンゼルス・タイムズとは無関係）[10]
- ニューヨーク・シティ・トリビューン（米国の日刊紙・1991年廃刊）
- UPI（米国の通信社。2000年5月、統一教会系企業が買収） [9]
- AmericanLife TV Network（ケーブルテレビ） <HP>
- U-ONETV[11]（株式会社光言社が制作） [9] <HP>
- PEACE-TV[11] < HP（朝鮮語）>
- ティエムポス・テル・ムンド（日刊新聞）[注釈 2]
- ノティシアス･デル･ムンド （ヒスパニック系の人々向けの新聞）
- ウルティマ・ノティシアス [注釈 2]（ウルグアイの新聞）
- ミドル・イースト・タイムズ[注釈 2]（中東地域の新聞）
- 平一企画[注釈 3]（教団の教材のDVD等を制作）
- 世界思想出版社（学術出版社「世界思想社」とは全く無関係）
- ワンコリアメディアホールディングス（韓国のニュース専門放送局であるYTNを買収する目的で設立。競売入札の結果、他社（有進グループ）に敗れた）[13][14]

#### 薬品・食品
- 一和 [9][注釈 2]（韓国：高麗人参製品とメッコールが主力商品） <HP>
- 株式会社イルファジャパン（旧（株）ワールドサービス）[10]
- グローバルビューティー（玉置祥子社長）[15] <HP>
- 株式会社ワールドシーフーズ（冷凍海産物の輸入・卸売）所在地はハッピーワールドと同じ神宮前ハッピービル。
- 株式会社True World Japan＜HP＞（日本・韓国産水産品、その他食品等の食の総合商社。日本・韓国の輸出促進関係機関とも関係性が見られる。米国母体はTrue World Foodsで、1970年代に日本人の統一教会伝道師であるヤシロ・タケシが文鮮明からの命を受け、米国での寿司普及を目指し設立。現在は米国全土で展開する水産食品商社であり、米国で水産食品を展開したい日本の事業者の多くもここに卸していると見られる。[16]）[17][18]
- 株式会社コスモフーズ[19]（旧・日本メッコール[20]。元はハッピーワールドの飲料製造部門で、以前はハウス食品が販売する「ウコンの力」を製造していた[20][21]。また、キリンHDが販売している機能性表示食品「iMUSE 朝の免疫ケア」も製造していた〈2023年3月出荷分まで〉[20]。会社役員の大部分は国際合同結婚式で祝福を受けた統一教会信者である[20]。）

#### 観光業
- 龍平リゾート (2003年〈平成15年〉2月、韓国の世界日報社が買収[22])<HP（朝鮮語）>
- 麗水 ジ・オーシャン・リゾート[23]
- パインリーズ・リゾート
- 京都プリンスホテル[24]（下鴨神社近くにあった。1987年買収、2000年12月閉鎖。西武鉄道グループのプリンスホテルとは無関係で、ザ・プリンス 京都宝ヶ池の前身名称が「京都宝ヶ池プリンスホテル」なのは、こちらが既に存在したため。）
- ニューヨーカー・ホテル（ニューヨーク市マンハッタン8番街のホテル、en:New Yorker Hotel）
- 世一観光（旧名は「世一トラベル」。「ハッピーワールド」の旅行事業部に吸収された。教団関連のツアーも扱う） <HP >[10]
- ブルースカイワールド（ハッピーワールドの関連会社）[10]
- Blue Sky Tour（ハッピーワールドの関連会社）[10]
- 世一旅行社[9][注釈 2]（韓国にある旅行代理店。教団関連の航空券、ツアーも取り扱う）　<HP>

#### 自動車
- パンダ自動車[25][注釈 4]
- 平和自動車（朝鮮民主主義人民共和国の国産自動車第一号「フィパラム」等を製造）※2012年に合弁を解消し撤退済み[25]

#### その他
- 統一産業 (韓国) (銃器製造メーカー、日本の「統一産業」〈旧・幸世物産、国際勝共連合の関連企業〉とは別企業)[26]
- アングス（東京目黒・立川・池袋にある銃砲店。エアソフトガンも扱う。1976年に統一産業が設立）
- 一信ジャパン（旧・一信石材）[6][注釈 2]（霊感商法の壺や多宝塔などを製造して来た。） <HP>[10]
- 一成建設
- 一成総合建設[注釈 2]
- （株）一成レジャー産業
- （株）一興[注釈 2]
- （株）精進化学
- （株）統一航空
- 水沢自動車学校(旧：(財)岩手中央自動車学校会・現：岩手交通安全教育研修センター)[注釈 5]
- 株式会社KAHジャパン（旧（株）タカラ屋）[10]
- 株式会社日本ジェイエス（旧クリスティーナハン）[10]
- 美術世界
- 株式会社IJC（旧：株式会社男女美、株式会社さくらコーポレーション）[6][10]
- 株式会社アラスカ（青森市。ウェディングプラザ アラスカ〈旧・アラスカ会館〉経営[24]） <HP>
- 金浦航空団地
- カーアームズ（米国の中型セミオートマチック拳銃のメーカー）
- 共栄
- エム・ワン （印鑑・健康食品販売・和歌山市）[27][28][29]
- サンハート・健美 (印鑑販売・大分市)[30]
- 天運守護印（印鑑・多宝塔）
- 有限会社 新世 (印鑑販売・渋谷区) 2009年の新世事件の裁判で統一教会との密接な関係が認定され、関係者に有罪判決[31]。
- 一心天助（魚の移動販売、（株）うおかつ）<HP>

### 宗教
- 世界平和統一家庭連合
- 天地正教
- 世界平和宗教連合（IRFWP）[5]
- 世界平和宗教人連合[5]
- 平和と開発のための宗教者協議会[5]
- 世界聖職者指導者会議（ACLC）
- 国際宗教自由連合（ICRF）[注釈 2]
- 超教派基督教協議会 [注釈 2]
- 国際宗教財団 [注釈 2]
- 韓国宗教協議会 [注釈 2]
- 北韓平壌教会 [注釈 2]
- 韓日人教会
- 青年宗教者奉仕団[5][6]

### 政治運動・社会運動
- 国際勝共連合（IFVOC）[9][注釈 2][注釈 6]
  - 勝共UNITE（旧名称：国際勝共連合 大学生遊説隊UNITE〈ユナイト〉、UNITE・KANSAI、UNITE FUKUOKA、UNITE HOKKAIDO、Youth UNITE KANAZAWA、UNITE KUMAMOTO、UNITE IKEBUKURO、Youth UNITE TOYAMA、UNITE TOCHIGI、UNITE MIEなど全国に約30の支部がある。）[32][5]
  - 一般社団法人熊本ピュア・フォーラム[5][注釈 7]
- 世界反共連盟（WACL）1990年7月末、世界自由民主連盟（WLFD）に改称。
- アジア太平洋反共連盟（APACL）
- アメリカ社会統一協会連合（CAUSA）勝共連合の友好団体で、共産主義運動を克服するとともに価値観の検討と道徳的復興の促進を目的に米国で設立された民間教育団体。文鮮明によって提唱された[34]
- ピースロード[5][注釈 8]
- 天宙平和連合（UPF、 ユニバーサル・ピース・フェデレーション、旧・世界平和超宗教超国家連合[9][5][注釈 2]、国連NGO、国連経済社会理事会の特別協議資格を持つ）
  - グローバルピースフェスティバル（イベント）[5]
- 平和統一聯合（FPU）韓半島の平和統一と日韓友好を目指す。
- 平和統一家庭党（朝鮮語版）[36]（略称：家庭党。旧・天宙平和統一家庭党。韓国の政党。文鮮明が突然言い出して結党、2008年の総選挙で254の小選挙区すべてと比例区に13人を擁立したが全員落選した[36]。公約の1つが「農村部の独身男性に無償で花嫁を世話する」というもので、日本人女性信者を使った日本人妻を斡旋することだった[36]。得票率が1.05%にとどまったため解散[注 1]。)
- 天宙和平統一家庭党 中華民国（台湾）の政党[37]。
- 世界平和頂上連合（ISCP）[5]
- 日韓トンネル研究会[5]（2004年2月、NPO法人認可、2006年6月会長に野沢太三元法務大臣就任）
- 日韓海底トンネル推進議員連盟[5]
- 日韓トンネル推進全国会議[5]
- 国際ハイウェイ財団[5][11] <HP>
- 国際指導者会議（ILC）[5]
- 国際平和経済開発協会（IAED）[5]
- 世界平和国会議員連合（IAPP）[5]
- 世界平和議員連合[5]
- 世界平和ファーストレディー連合（IAFLP）[5]
- アジアと日本の平和と安全を守る全国フォーラム
- 世界戦略総合研究所[38][39]。　<HP>
- 世界言論人会議（WMC） [注釈 2]
- 世界言論人協会（WMA）
- ワシントン・タイムズ財団（WTF）[6][40]
- 東西南北統一運動国民連合（NCU－NEWS）
- 南北統一学生連合 (文鮮明の指示で1986年に結成)[41]
- 統一教会平和奉仕ボランティア隊（UPeace、統一教会員有志によるボランティア）[10] <HP>
- 世界平和連合（WFP）[5][注釈 2]　平和軍と平和警察を創設し、世界平和を守る番人の役割を果たすという。 <HP>
- 平和大使協議会 [5]
- 非政府組織世界協会（WANGO 国連NGO）
- 世界平和大陸・半島・島嶼国家連合[注釈 2]
- 全国祝福家庭総連合会
- 世界平和青年学生連合（"IAYSP"又は"YSP"）旧名は世界平和青年連合（YFWP）[5]
- 世界平和青年学生奉仕団（POP）[40]
- 真の家庭運動推進協議会（APTF）[10][9] <HP>
- 真の家庭実践運動[42][注釈 9]
- 平和政策研究所[44]
- 日本人妻自由往来実現運動の会[45]
- 野の花会
- 国際救援友好協会（IRFF）
- SHINZEN（しんぜん会）
- 国際救護親善財団 [注釈 2]
- 国際平和財団（韓国で創立された団体。ko:국제평화재단） [注釈 2]
- 国際医療奉仕団 [注釈 2]
- 社団法人ボランティア愛苑 [注釈 2]
- 蒙古斑同族世界平和連合（MPFWP）
- 国際家庭（International Family-Japan）教団内で国際結婚した家庭の問題をサポートするための情報と交流の場を提供する。
- 株式会社エクラ・コフレ17（Eclat・Coffret 17）
- 世界平和女性連合（WFWP 国連NGO）[5][9][注釈 2]
- 日本純潔同盟（PLA-Japan）[9][5]

### 文化
- 世界文化体育大典（WCSF）
- 世界平和芸術人連合（IAACP）[5]
- リトルエンジェルス芸術団 [9][注釈 2][6][10]
- ユニバーサル・バレエ団[10]
- ニューヨーク・シティ・シンフォニーオーケストラ（既存のオーケストラを引き継いだ）[6]
- 国際新希望合唱団 [注釈 2]
- 天父報恩鼓（2000年に『天地報恩太鼓』より改称）
- Mr・Missユニバーシティ・コンテスト <HP>
- 世田谷郷土大学 [6]
- 名古屋郷土大学[6]

### 教育・学術
- 世界平和教授アカデミー[9][5][注釈 2]
- 科学の統一に関する国際会議（ICUS）[5][注釈 2]
- 国際平和学術人連合[5]
- 国際平和学術協会[5]
- 国際平和言論人協会（IMAP）[5]
- 学校法人鮮文学院
  - 鮮文大学校（韓国、4年制大学）[10][11][注釈 2]
  - 景福初等学校（韓国、既存の学校を引き継いだ）
  - 善正女子中学校（韓国、既存の学校を引き継いだ)）
  - 仙和芸術中学校（韓国） 崔元福（チェ・ウォンボク）が校長、朴普煕（パク・ポーヒー）の弟、朴魯煕が理事長を務めた[注釈 2]。
  - 仙和芸術高等学校（前「リトルエンジェルス芸術学院」（韓国、1965年文鮮明が創設[注釈 2]）[11] <HP>
  - 善正高等学校（韓国）
- 学校法人清心学院
  - 清心国際中・高等学校（韓国） <HP>
- 清心神学大学院[11] <HP>
- ブリッジポート大学（米コネチカット、既存の学校を引き継いだ）[10][11]
- キーロフ・アカデミー・オブ・バレエ（米ワシントンD.C.）[11] <HP>
- 統一神学校（米ニューヨーク、大学院修士課程）[11][10] <HP>
- 統一思想研究院（UTI）[5][注釈 2]
- 光の子園（世田谷区・教団子弟のための保育施設） <HP>
- 国際文化財団（ICF）[注釈 2]
- 韓国文化財団　[注釈 2]
- 国際教育財団 （IEF）
- 原理研究会（CARP）
- 教師原理研究会（TARP）教師の信者が所属する団体であり、商品名や展示会名などに使われているTARPは関連性なし。
- 世界科学技術研究所（WRIST）[5]
- 国際青少年問題研究所[46]
- 教育問題国民会議[47]
- 一般財団法人　孝情教育文化財団[5]

### スポーツ
- 世界平和武道連合
- 鮮文平和サッカー財団（ピースカップ[9]を開催）
- 超宗教平和スポーツフェスティバル（Interreligious Peace Sports Festival、IPSF） <HP>
- 統一武道
- 圓和道
- 株式会社統一スポーツ (1988年設立)[41]
- 城南一和天馬[48]（韓国のプロサッカークラブ。2012年に経営から撤退し、市民クラブ「城南FC」へと改名。)
- アトレチコ・ソロカーバ（ポルトガル語: Atlético Sorocaba）
- セネ（ポルトガル語:CENE）
- 国際友好釣連盟（国際釣友好連盟）[49]

### 医療
- HJマグノリア国際病院（旧清心国際病院）[11] <HP>
- 医療法人日心会（病院[9][10]。日心会が経営する「おおつか訪問看護ステーション」「一美歯科」「鍼灸マッサージ治療院オハナ」も統一教会関連の企業[10]。）
- 一心病院
- 海外医療奉仕団（一心病院が運営）[10]
- 株式会社IHM（旧・株式会社インターナショナルホームメディカル[10]。IHMの関連企業に「株式会社北海道メディカルシステムズ」「株式会社やまとメディカル」「株式会社首都圏メディカル」「株式会社中部メディカルシステムズ」「株式会社関西メディカルシステムズ」「株式会社西日本メディカル」「株式会社九州メディカル」がある[10]。これらも統一教会関連団体[10]。）

### 施設
- HJマグノリアアートセンター
- HJ天宙天寶修錬苑（旧天宙清平修錬苑）[5][11] <HP>
- ナショナル・ウォンジョン霊園（ワシントン）[11] <HP>
- 尾瀬霊園[11] <HP>